# OLPC XO
O OLPC XO (anteriormente conhecido como $100 Laptop, Children's Machine, 2B1), é um laptop de baixo custo destinado a ser distribuído a crianças em países em desenvolvimento em todo o mundo, para fornecer-lhes acesso ao conhecimento e oportunidades para "explorar, experimentar e se expressar" (aprendizagem construcionista). O XO foi desenvolvido por Nicholas Negroponte, cofundador do Media Lab do MIT, e projetado pela empresa Fuseproject de Yves Béhar. O laptop é fabricado pela Quanta Computer e desenvolvido pela One Laptop per Child (OLPC), uma organização 501(c)(3) sem fins lucrativos.
Os subportáteis foram projetados para serem vendidos aos sistemas de educação do governo, que dariam a cada criança do ensino fundamental seu próprio laptop. O preço foi definido para começar em US $ 188 em 2006, com uma meta declarada de atingir a marca de $ 100 em 2008 e a marca de 50 dólares em 2010. Quando colocado à venda nas campanhas Give One Get One do quarto trimestre de 2006 e Q4 2007, o laptop foi vendido por $ 199.
Os computadores robustos e de baixo consumo de energia usam memória flash em vez de uma unidade de disco rígido (HDD) e vêm com um sistema operacional pré-instalado derivado do Fedora Linux, com a interface gráfica do usuário (GUI) Sugar. A rede ad hoc móvel via rede mesh Wi-Fi 802.11s, para permitir que muitas máquinas compartilhem o acesso à Internet, desde que pelo menos uma delas possa se conectar a um ponto de acesso, foi inicialmente anunciada, mas rapidamente abandonada depois de se provar não confiável.
A versão mais recente do OLPC XO é o XO-4 Touch, lançado em 2012.

## História

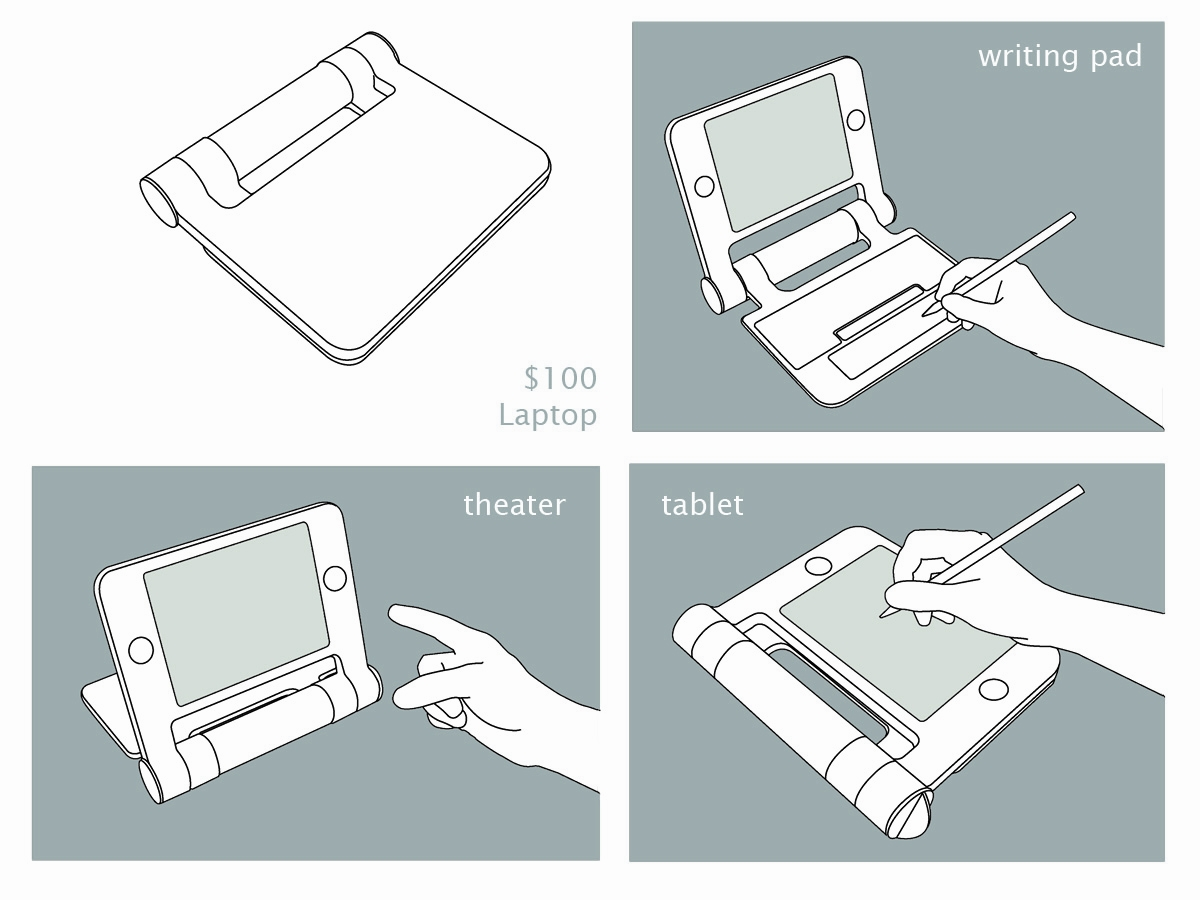
Proposta de design original OLPC XO-1

O primeiro protótipo inicial foi apresentado pelo fundador do projeto, Nicholas Negroponte, e pelo então secretário-geral das Nações Unidas, Kofi Annan, em 16 de novembro de 2005, na Cúpula Mundial sobre a Sociedade da Informação (WSIS) em Tunis, Tunísia. O dispositivo mostrado era um protótipo rudimentar usando uma placa de desenvolvimento padrão. Negroponte estimou que só a tela exigia mais três meses de desenvolvimento.[carece de fontes?] O primeiro protótipo funcional foi demonstrado na Reunião da Força-Tarefa de País do projeto em 23 de maio de 2006.[carece de fontes?]
Em 2006, houve uma grande controvérsia porque a Microsoft de repente desenvolveu um interesse no projeto XO e queria que o antigo esforço de código aberto executasse o Windows. Negroponte concordou em fornecer assistência de engenharia à Microsoft para facilitar seus esforços. Durante esse tempo, a declaração de missão do projeto mudou para remover as menções de "código aberto". Vários desenvolvedores, como Ivan Krstić e Walter Bender, renunciaram por causa dessas mudanças de estratégia.
Aproximadamente 400 placas de desenvolvedor (Alpha-1) foram distribuídas em meados de 2006; 875 protótipos funcionais (Beta 1) foram entregues no final de 2006; 2.400 máquinas Beta-2 foram distribuídas no final de fevereiro de 2007; a produção em grande escala começou em 6 de novembro de 2007. A Quanta Computer, fabricante contratada do projeto, disse em fevereiro de 2007 que havia confirmado pedidos de um milhão de unidades. A Quanta indicou que poderia enviar de cinco a dez milhões de unidades naquele ano porque sete nações se comprometeram a comprar o XO-1 para seus alunos: Argentina, Brasil, Líbia, Nigéria, Ruanda, Tailândia e Uruguai. A Quanta planeja oferecer máquinas muito semelhantes ao XO-1 no mercado aberto.
O projeto One Laptop Per Child afirmou originalmente que uma versão para o consumidor do laptop XO não foi planejada. Em 2007, o projeto criou um site, laptopgiving.org, para doações definitivas e para uma oferta "Give 1 Get 1" válida (mas apenas para os Estados Unidos, seus territórios e endereços canadenses) a partir de 12 de novembro de 2007 até 31 de dezembro de 2007. Para cada computador comprado a um custo de US$ 399, um XO também é enviado a uma criança em um país em desenvolvimento. A OLPC reiniciou novamente o programa G1G1 através da Amazon.com em novembro de 2008, mas parou desde dezembro de 2008 ou 2009.
Em 20 de maio de 2008, a OLPC anunciou a próxima geração do XO, o OLPC XO-2 que foi posteriormente cancelado em favor do XO-3 projetado em forma de tablet. No final de 2008, o Departamento de Educação da cidade de Nova York iniciou um projeto para comprar um grande número de computadores XO para uso de crianças em idade escolar.
O projeto recebeu o prêmio da categoria Community do 2007 do Index Award.
Em 2008, o XO foi premiado com o "Design do Ano" do London's Design Museum, além de dois prêmios de ouro, um de prata e um de bronze no International Design Excellence Awards (IDEAs) da Industrial Design Society of America.

## Metas

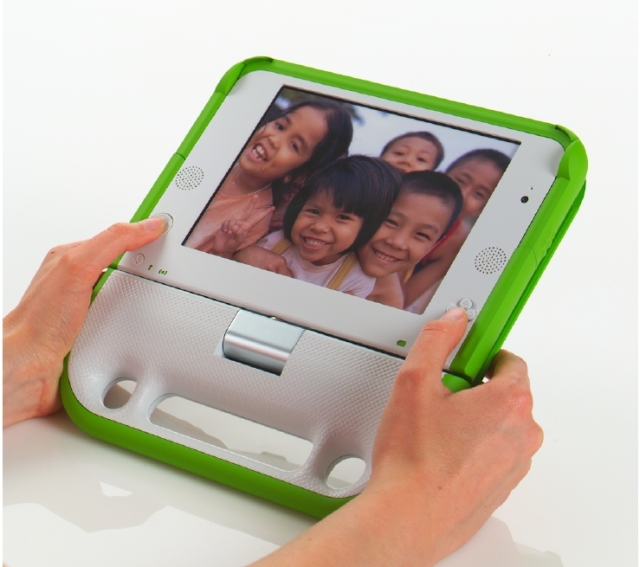
laptop OLPC XO-1 no modo e-book

O XO-1 foi projetado para ser de baixo custo, pequeno, durável e eficiente. Ele é fornecido com uma versão simplificada do Fedora Linux e uma GUI chamada Sugar, destinada a ajudar crianças pequenas a colaborar. O XO-1 inclui uma câmera de vídeo, um microfone, Wi-Fi de longo alcance e uma caneta híbrida e touchpad. Juntamente com uma fonte de alimentação plug-in padrão, fontes de energia humana e solar estão disponíveis, permitindo a operação longe de uma rede elétrica comercial. Mary Lou Jepsen listou os objetivos de design do dispositivo da seguinte forma:
- Uso mínimo de energia, com uma meta de design de 2–3 Watts (W) total
- Custo de produção mínimo, com meta de US$ 100 por laptop para produção de milhões de unidades
- Um visual "cool", implicando um estilo inovador em sua aparência física
- Função E-book
- Software de código aberto e gratuito fornecido com o laptop

De acordo com seus objetivos de robustez e baixo consumo de energia, o design do laptop omite intencionalmente todas as partes móveis acionadas por motor; ele não tem unidade de disco rígido, mídia óptica (disco compacto (CD) ou de disco de vídeo digital DVD), unidade de disquete ou ventilador (o dispositivo é resfriado passivamente). Nenhuma interface Serial ATA é necessária devido à falta de disco rígido. O armazenamento é feito através de um slot de cartão SD interno. Também não há slot para PC Card, embora as portas Universal Serial Bus (USB) estejam incluídas.
Um gerador de manivela embutido fazia parte do notebook no projeto original; no entanto, agora é um periférico clamp-on opcional.

## Hardware

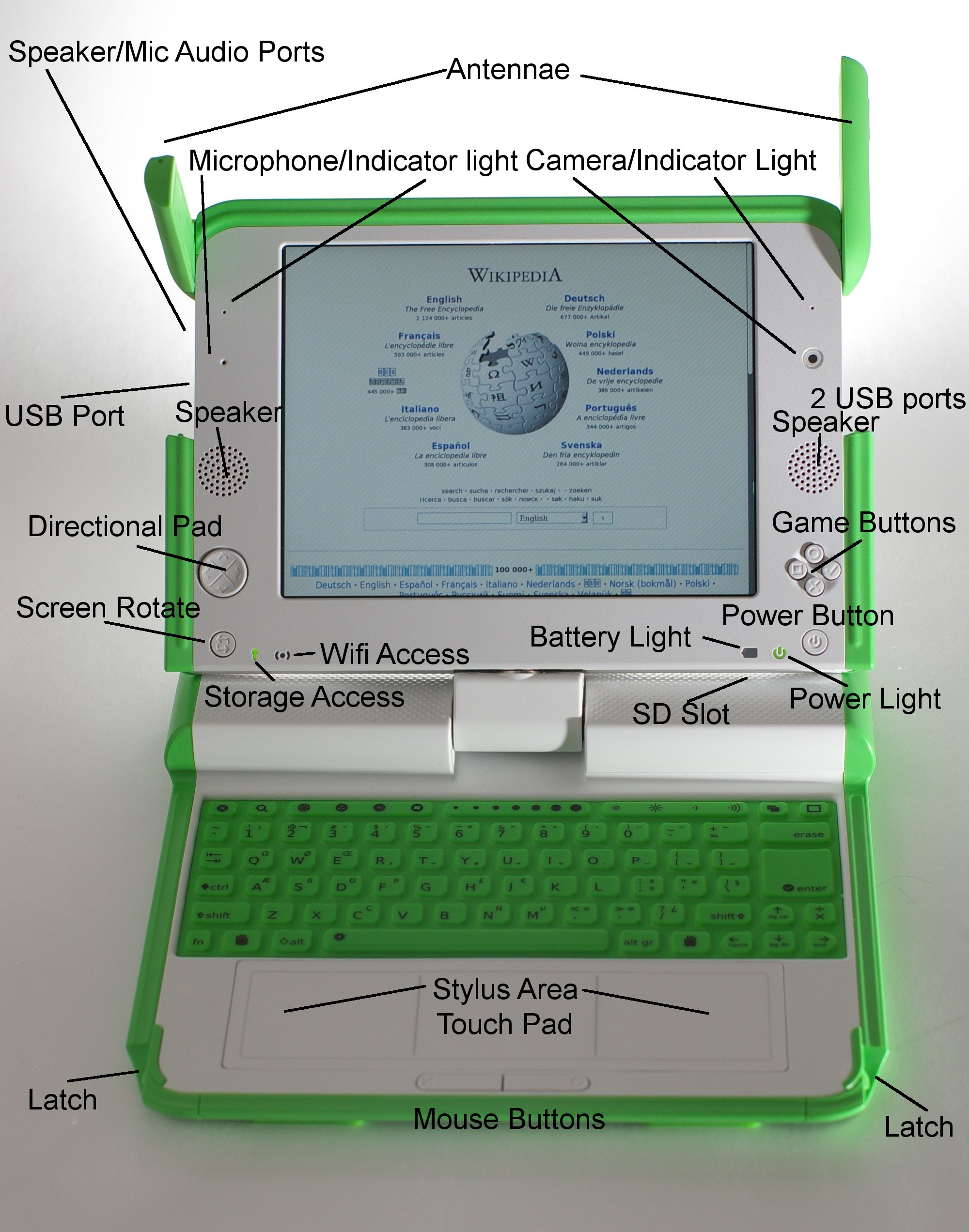
Versão de produção (4ª geração): pesquisa funcional

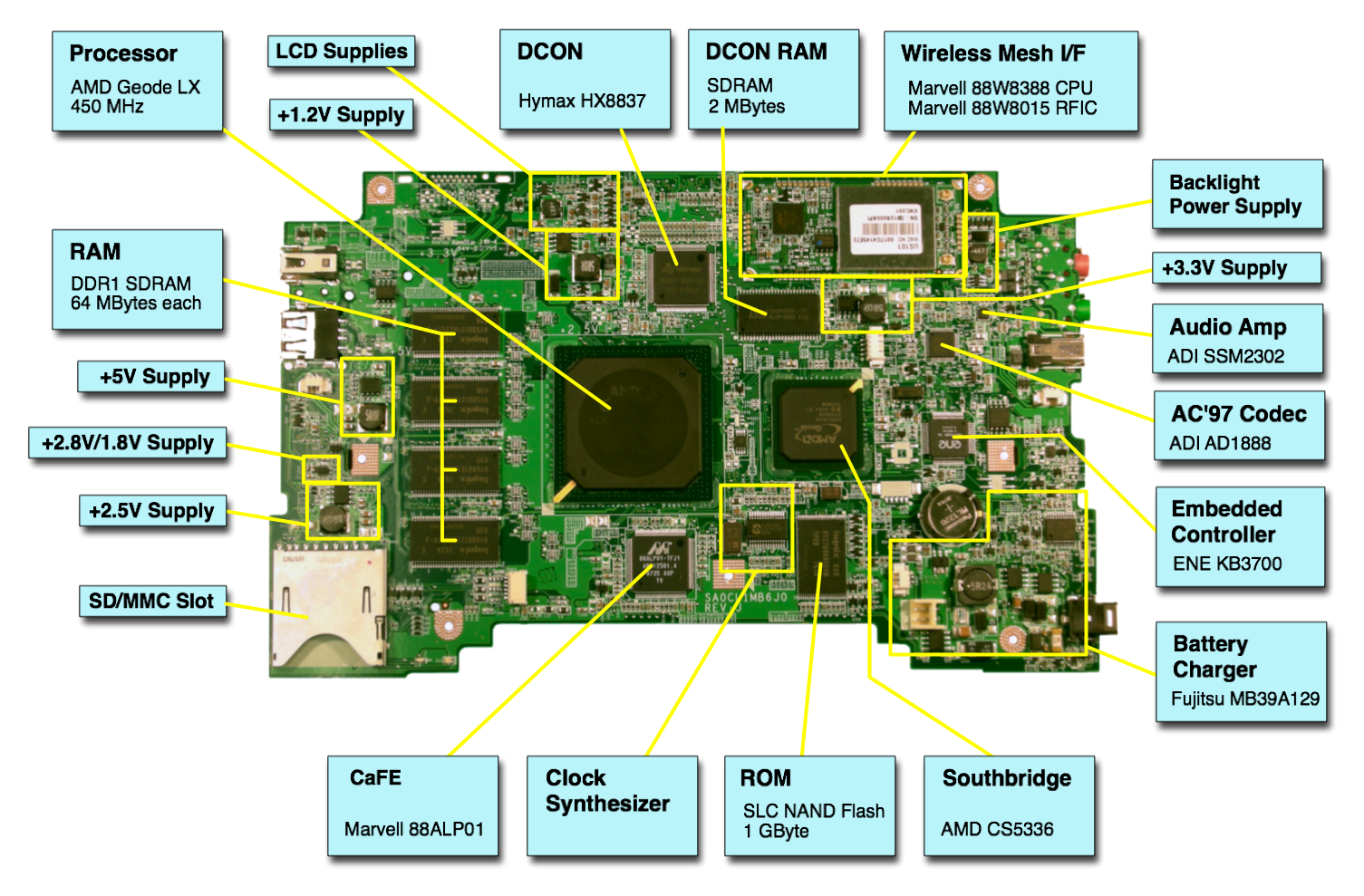
placa-mãe XO-1

O chipset IEEE 802.11 da Marvell executa um RTOS em um ARM9 e faz interface por meio de um shim com o sistema operacional real

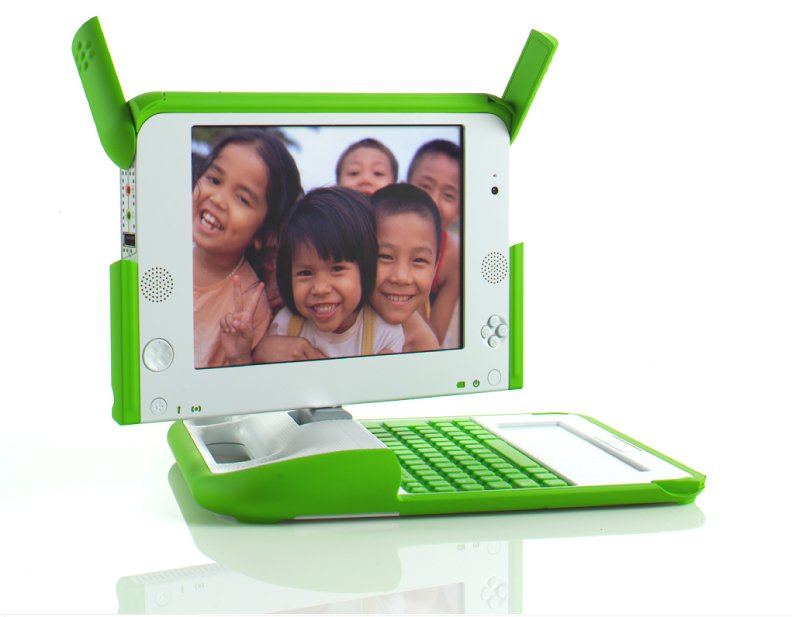
Cobertura giratória da tela do XO

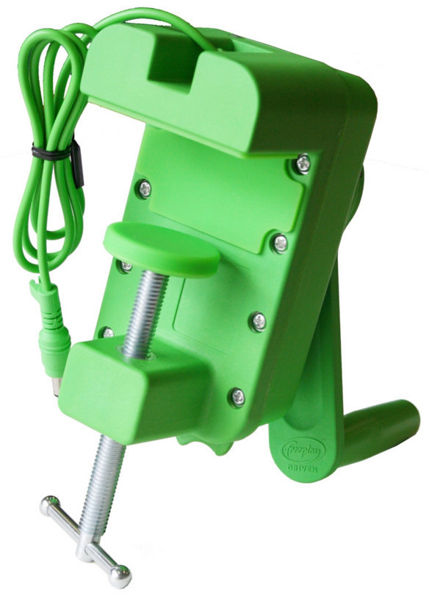
Carregador de braçadeira XO-1

A versão mais recente do OLPC XO é o XO-4 Touch.

### Display

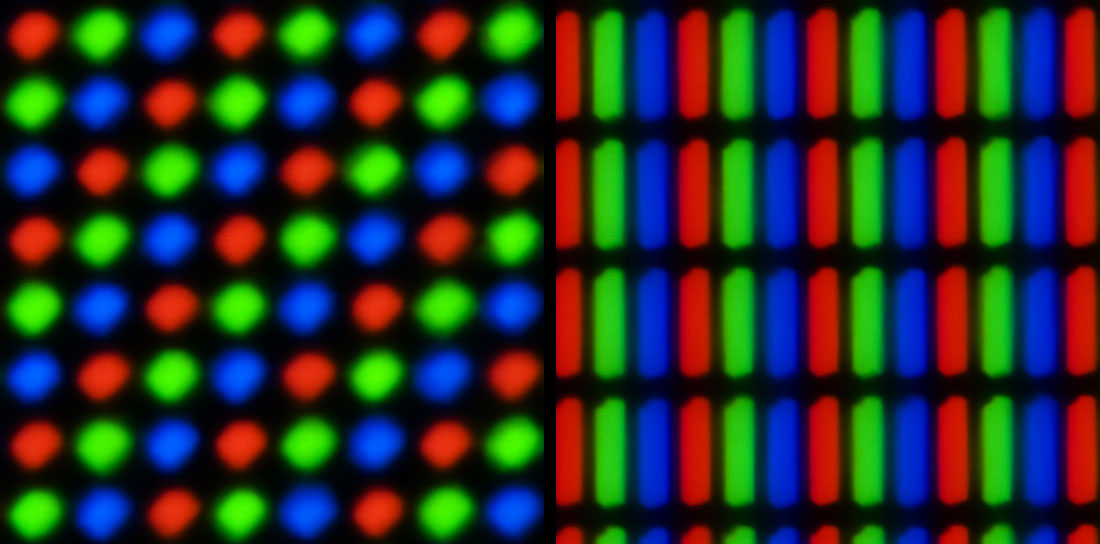
Comparação do display XO-1 (esquerda) com um típico display de cristal líquido (LCD). As imagens mostram 1×1 mm de cada tela. Um LCD típico aborda grupos de 3 locais como pixels. O LCD OLPC XO aborda cada local como um pixel separado

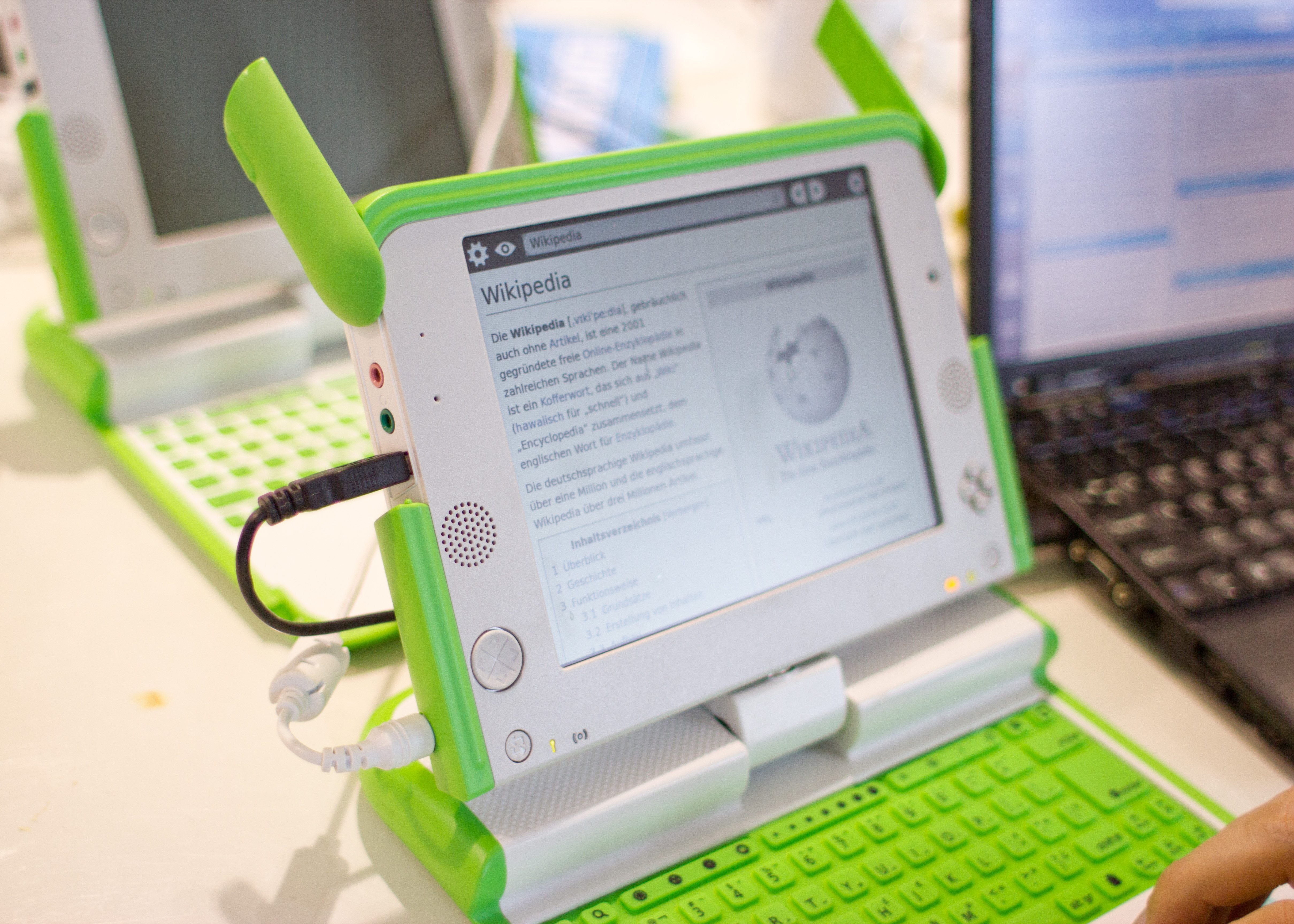
Uma tela Pixel Qi transfletiva instalada em um laptop OLPC XO operando no modo reflexivo, observe que a tela está no modo de escala de cinza e não é retroiluminada

- 1200 × 900 LCD transfletivo diagonal de 7,5 polegadas (19 cm) (200 dpi) que usa 0,1 a 1,0 W, dependendo do modo. Os dois modos são:
  - Modo monocromático reflexivo (luz de fundo desligada) para uso de baixa potência sob a luz do sol. Este modo fornece imagens muito nítidas para texto de alta qualidade
  - Modo de cores retroiluminadas, com alternância de pixels vermelhos, verdes e azuis
- A versão de desenvolvimento XO 1.75 para XO-3 possui uma tela de toque opcional

Os laptops OLPC de primeira geração têm uma nova tela de cristal líquido (LCD) de baixo custo.
O display visual eletrônico é o componente mais caro na maioria dos laptops. Em abril de 2005, Negroponte contratou Mary Lou Jepsen, que estava fazendo uma entrevista para ingressar no corpo docente de Artes e Ciências da Mídia no Media Lab do MIT em setembro de 2008, como Diretora de Tecnologia da OLPC. Jepsen desenvolveu um novo display para o laptop OLPC de primeira geração, inspirado no design de pequenos LCDs usados em DVD players portáteis, que ela estimou que custariam cerca de US$ 35. No OLPC XO-1, estima-se que a tela seja o segundo componente mais caro, depois da unidade central de processamento (CPU) e do chipset.
Jepsen descreveu a remoção dos filtros que colorem os subpixels RGB como a inovação de design crítica no novo LCD. Em vez de usar filtros de cores subtrativos, a tela usa uma grade de difração de plástico e lentes na parte traseira do LCD para iluminar cada pixel.
Este padrão de grade é estampado usando a mesma tecnologia usada para fazer DVDs. A grade divide a luz da luz de fundo branca em um espectro. Os componentes vermelho, verde e azul são difratados nas posições corretas para iluminar o pixel correspondente com R, G ou B. Essa inovação resulta em uma tela muito mais brilhante para uma determinada quantidade de iluminação de fundo: enquanto os filtros de cores em uma tela normal normalmente absorvem 85% da luz que os atinge, essa tela absorve pouco dessa luz. A maioria das telas LCD da época usava backlights de lâmpadas fluorescentes de cátodo frio que eram frágeis, difíceis ou impossíveis de consertar, exigiam uma fonte de alimentação de alta tensão, consumiam relativamente muita energia e representavam 50% do custo das telas (às vezes 60%). A luz de fundo do diodo emissor de luz (LED) no XO-1 é facilmente substituível, resistente e de baixo custo.
O restante do LCD usa tecnologia de exibição existente e pode ser feito usando equipamentos de fabricação existentes. Até mesmo as máscaras podem ser feitas usando combinações de materiais e processos existentes.
Quando iluminado principalmente pela parte traseira com a luz de fundo LED branca, o visor mostra uma imagem colorida composta por RGB e informações em tons de cinza. Quando iluminado principalmente pela frente pela luz ambiente, por exemplo, do sol, a tela mostra uma imagem monocromática (preto e branco) composta apenas pelas informações em tons de cinza.
A mudança de "modo" ocorre variando as quantidades relativas de luz de fundo e luz ambiente. Com mais luz de fundo, uma maior crominância está disponível e uma exibição de imagem colorida é vista. À medida que os níveis de luz ambiente, como a luz do sol, excedem a luz de fundo, uma exibição em escala de cinza é vista; isso pode ser útil ao ler e-books por um longo período de tempo sob luz forte, como a luz do sol. O brilho da luz de fundo também pode ser ajustado para variar o nível de cor visto na tela e economizar bateria.
No modo colorido (quando iluminado principalmente por trás), a tela não usa a geometria de pixel RGB comum para telas de computador de cristal líquido, na qual cada pixel contém três retângulos altos e finos das cores primárias. Em vez disso, o monitor XO-1 fornece uma cor para cada pixel. As cores se alinham ao longo de diagonais que vão do canto superior direito ao canto inferior esquerdo (veja o diagrama à direita). Para reduzir os artefatos de cor causados por essa geometria de pixel, o componente de cor da imagem é desfocado pelo controlador de exibição à medida que a imagem é enviada para a tela. Apesar do desfoque de cores, a tela ainda possui alta resolução para seu tamanho físico; exibições normais em fevereiro de 2007 colocaram cerca de 588(H) × 441(V) a 882(H) × 662(V) pixels nessa quantidade de área física[carece de fontes?] e oferece suporte à renderização de subpixel para uma resolução percebida ligeiramente mais alta. Um estudo da Philips Research mediu a resolução de cor percebida do monitor XO-1 com eficácia de 984(H) × 738(V). Um visor de cristal líquido convencional com o mesmo número de pixels verdes (o verde carrega mais informações de brilho ou luminância para os olhos humanos) que o OLPC XO-1 seria 693 × 520.[carece de fontes?] Ao contrário de um LCD RGB padrão, a resolução do monitor XO-1 varia com o ângulo. A resolução é maior do canto superior direito para o canto inferior esquerdo e menor do canto superior esquerdo para o canto inferior direito. Imagens que se aproximam ou excedem esta resolução perderão detalhes e ganharão artefatos de cor. A tela ganha resolução quando está sob luz forte; isso ocorre às custas da cor (já que a luz de fundo é sobrecarregada) e a resolução da cor nunca pode atingir a nitidez total de 200 dpi do modo de escala de cinza devido ao desfoque aplicado às imagens no modo colorido.

### Alimentação

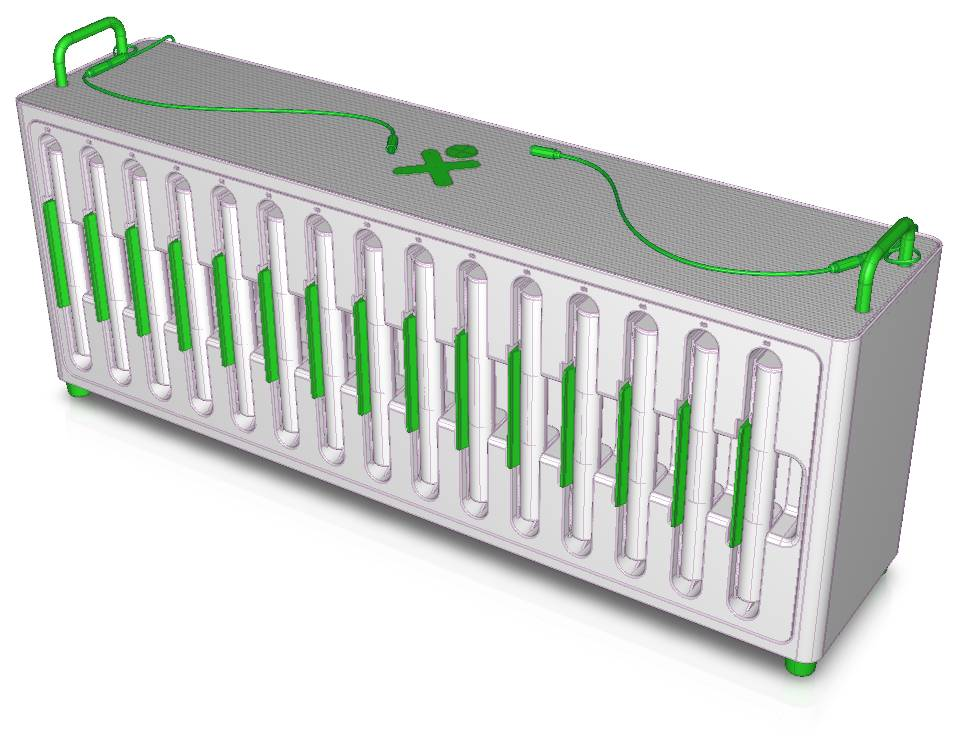
Carregador multibateria XO-1

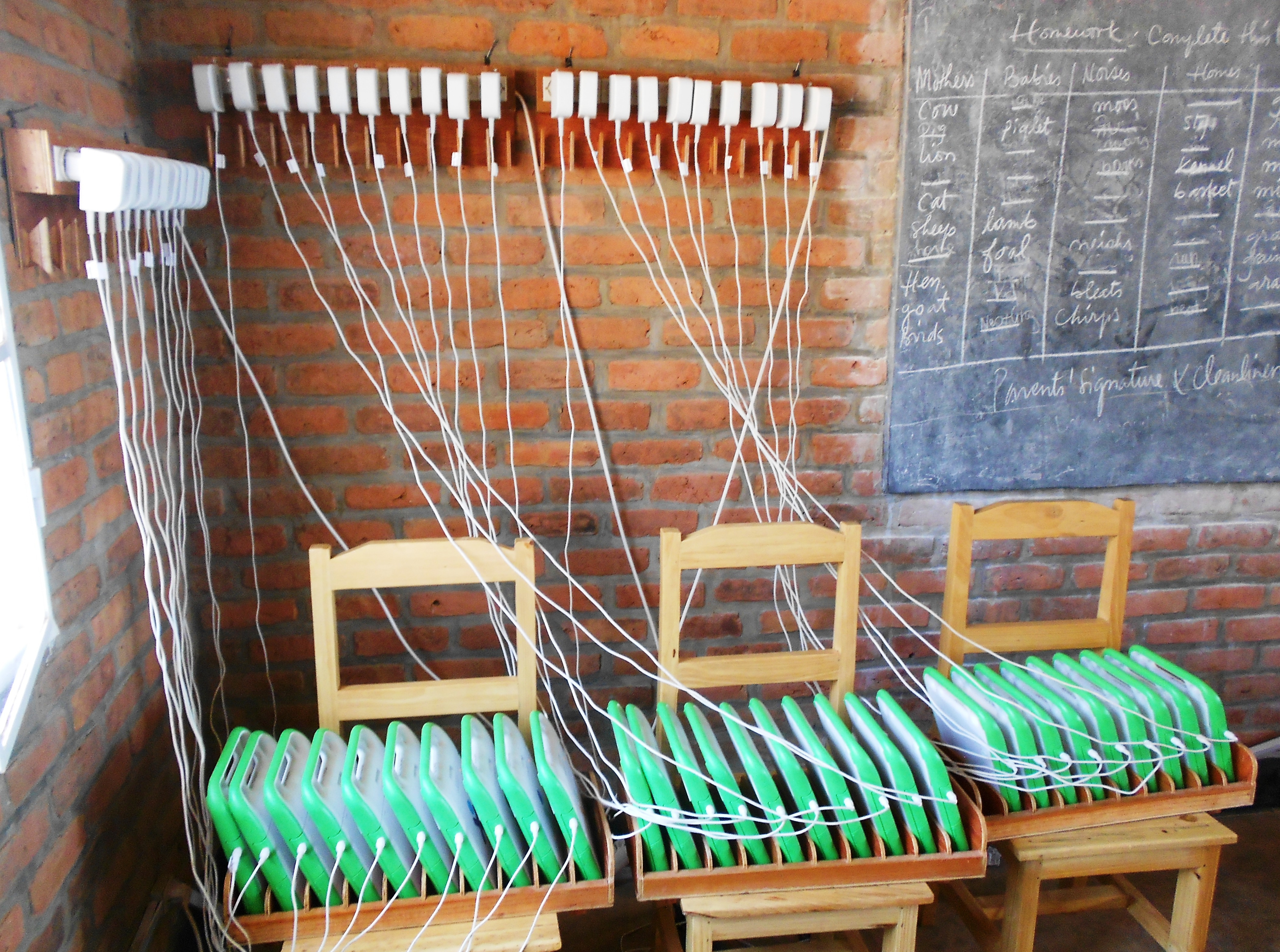
Estação de carregamento de laptop self-made na sala de aula

- Entrada DC, ±11–18 V, consumo máximo de 15 W
- Bateria NiMH recarregável de 5 células, mínimo de 3.000 mAh 3.050 mAh típico 80% utilizável, carga a 0...45 °C (descontinuado em 2009)
- Bateria LiFePO4 recarregável de 2 células, mínimo de 2800 mAh 2900 mAh típico 100% utilizável, carga a 0...60 °C
- Bateria LiFePO4 recarregável de quatro células, mínimo de 3100 mAh 3150 mAh típico 100% utilizável, carga a −10...50 °C
- As opções de energia manual externa incluíam um gerador de manivela semelhante ao original embutido (veja a foto na Galeria, abaixo), mas geravam 1/4 da energia inicialmente esperada e menos de mil foram produzidos. Um gerador de corda também foi projetado por Potenco,[39] mas nunca produzido em massa.
- As opções de alimentação externa incluem CA de 110–240 Volts e entrada de um painel solar externo.[40] Solar é a fonte de energia alternativa predominante para escolas que usam XOs.

As metas de especificação do design do laptop são cerca de 2 W de energia consumida durante o uso normal, muito menos do que os 10 W a 45 W dos laptops convencionais. Com a compilação 656, o uso de energia está entre 5 e 8 watts medidos no laptop G1G1. Espera-se que futuras compilações de software atinjam a meta de 2 watts.
No modo e-book (XO 1.5), todos os subsistemas de hardware, exceto o visor monocromático de toque duplo, são desligados. Quando o usuário move para uma página diferente, os outros sistemas são ativados, renderizam a nova página na tela e voltam a dormir. O consumo de energia neste modo de e-book é estimado em 0,3 a 0,8 W. O XO 2.0 foi planejado para consumir ainda menos energia do que as versões anteriores, menos de 1,0 W no modo full color.
As opções de energia incluem baterias, painéis de energia solar e geradores de energia humana, que tornam o [Potência do corpo humano|equipamento auto-alimentado]] do XO. 10 baterias de uma só vez podem ser carregadas da energia do prédio da escola no carregador de várias baterias XO. O baixo consumo de energia, combinado com essas opções de energia, são úteis em muitos países que carecem de infraestrutura de energia.

### Rede

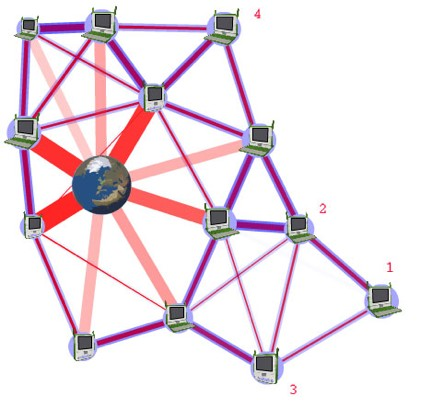
XO-1 Acesso à Internet através de rede mesh sem fio

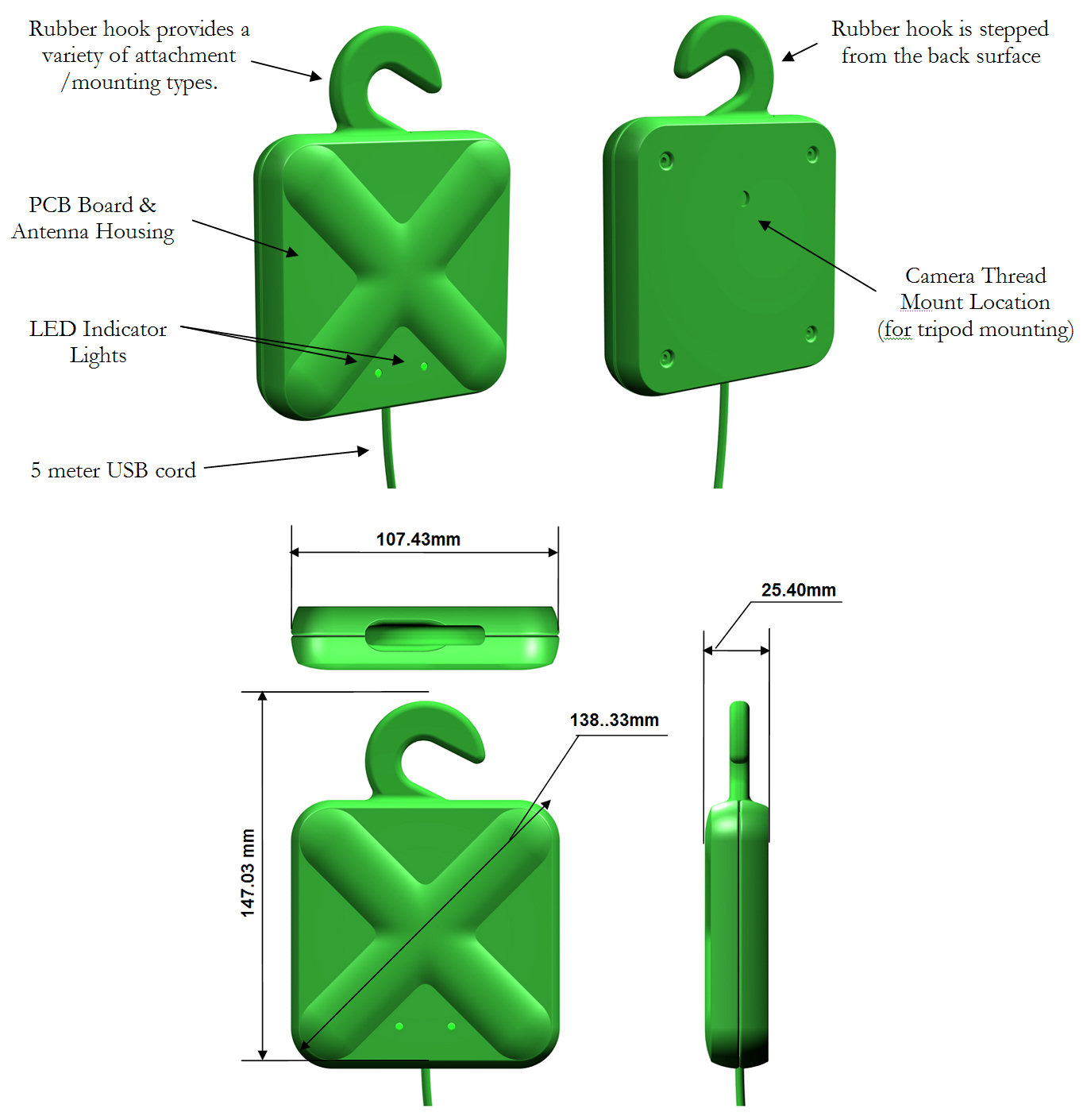
Uma "antena ativa" para estender o alcance da rede

- Rede sem fio usando um chip sem fio Marvell 8388 "Extended Range" 802.11b/ge 802.11s (mesh), escolhido devido à sua capacidade de encaminhar pacotes de forma autônoma na malha mesmo se a CPU estiver desligada. Quando conectado em malha, ele é executado em uma taxa de bits baixa (2 Mbit/s) para minimizar o uso de energia. Apesar do minimalismo do chip sem fio, ele suporta Wi-Fi Protected Access (WPA).[41] Um processador ARM está incluído.
- Antenas duplas ajustáveis para recepção de diversidade.

O suporte IEEE 802.11b será fornecido usando um conjunto de chips Wi-Fi "Extended Range". Jepsen disse que o conjunto de chips sem fio será executado em uma taxa de bits baixa, 2 Mbit/s no máximo, em vez da velocidade mais alta usual de 5,5 Mbit/s ou 11 Mbit/s para minimizar o uso de energia. O sistema IEEE 802.11b convencional lida apenas com o tráfego dentro de uma nuvem local de dispositivos sem fio de maneira semelhante a uma rede Ethernet. Cada nó transmite e recebe seus próprios dados, mas não roteia pacotes entre dois nós que não podem se comunicar diretamente. O laptop OLPC usará IEEE 802.11s para formar a rede mesh sem fio.
Sempre que o laptop é ligado, ele pode participar de uma rede ad hoc móvel (MANET) com cada nó operando de maneira ponto a ponto com outros laptops que ele pode ouvir, encaminhando pacotes pela nuvem. Se um computador na nuvem tiver acesso à Internet — direta ou indiretamente — todos os computadores na nuvem poderão compartilhar esse acesso. A taxa de dados nesta rede não será alta; no entanto, redes semelhantes, como o projeto store and forward Motoman têm suportado serviços de e-mail para 1000 crianças em idade escolar no Camboja, segundo Negroponte. A taxa de dados deve ser suficiente para aplicativos de rede assíncronos (como e-mail) se comunicarem fora da nuvem; usos interativos, como navegação na web, ou aplicativos de alta largura de banda, como streaming de vídeo, devem ser possíveis dentro da nuvem. A atribuição de IP para a rede em malha deve ser configurada automaticamente, portanto, nenhum administrador de servidor ou administração de endereços IP é necessário.
A construção de uma MANET ainda não foi testada na configuração atual do OLPC e no ambiente de hardware. Embora um dos objetivos do laptop seja que todo o seu software seja de código aberto, o código-fonte desse protocolo de roteamento é atualmente de código-fonte fechado. Embora existam alternativas de código aberto, como OLSR ou BATMAN, nenhuma dessas opções ainda está disponível em execução na camada de enlace de dados (Camada 2) no coprocessador do subsistema Wi-Fi; isso é crítico para o esquema de eficiência de energia do OLPC. Seja o Marvell Technology Group, o produtor do conjunto de chips sem fio e proprietário do atual software de protocolo de malha, fará com que o código aberto do firmware ainda seja uma questão sem resposta. A partir de 2011, não o fez.

### Shell
Yves Behar é o designer-chefe do atual shell XO. O invólucro do laptop é resistente à sujeira e à umidade e é construído com plástico de 2 mm de espessura (50% mais espesso do que os laptops típicos). Ele contém uma tela giratória e reversível, antenas Wi-Fi de borracha móveis e um teclado de membrana de borracha selado.

### Input and ports

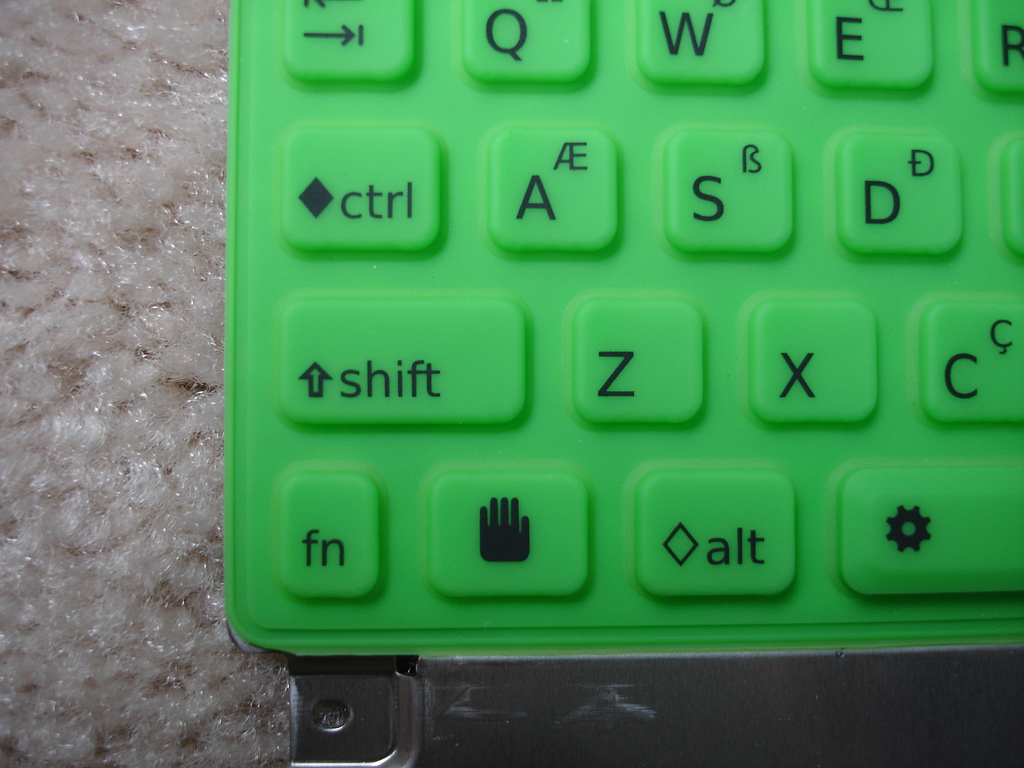
Detalhe do teclado OLPC

- Teclado de membrana resistente à água, customizado para o local em que será distribuído.[43] Os símbolos de multiplicação e divisão estão incluídos. O teclado é projetado para as mãos pequenas das crianças.
- Cursor de cinco teclas - bloco de controle; quatro teclas direcionais mais Enter
- Quatro "botões de jogo" (funcionalmente PgUp, PgDn, Home e End) modelados após o layout do Controle do PlayStation (, ,  e ).
- Touchpad para controle do mouse e entrada de manuscrito
- Câmera colorida embutida, à direita da tela, resolução VGA (640×480)
- Alto-falantes estéreo embutidos
- Microfone embutido
- Áudio baseado no codec AC'97, com conectores para alto-falantes estéreo externos e microfones, saída de linha e entrada de microfone
- Três portas USB 2.0.

Mais de vinte teclados diferentes foram projetados para atender às necessidades locais e corresponder ao teclado padrão do país ao qual o laptop é destinado. Cerca de metade deles foram fabricados para protótipos de máquinas. Existem partes do mundo que não possuem um teclado padrão representando seu idioma. Como afirma Negroponte, isso ocorre "porque não há interesse comercial real em fazer um teclado". Um exemplo de onde o OLPC preencheu essa lacuna foi a criação de um teclado amárico para a Etiópia. Para vários idiomas, o teclado é o primeiro criado para esse idioma.
Negroponte exigiu que o teclado não contenha uma tecla caps lock, o que libera espaço no teclado para novas teclas, como uma futura tecla "view source".
Abaixo do teclado havia uma grande área que se assemelhava a um touchpad muito amplo. A parte capacitiva do mousepad era um touchpad Alps GlidePoint, que ficava no terço central do sensor e podia ser usado com um dedo. A largura total era um sensor resistivo que, embora nunca suportado por software, deveria ser usado com uma caneta. Esse recurso incomum foi eliminado na revisão de hardware CL1A porque sofria de movimento errático do ponteiro. A Alps Electronics forneceu os componentes capacitivos e resistivos do mousepad.

### Histórico de lançamento
O primeiro protótipo XO, exibido em 2005, tinha um gerador de manivela embutido para carregar a bateria. O XO-1 beta, lançado no início de 2007, usava um gerador de manivela separado.
O XO-1 foi lançado no final de 2007.
- Opção de energia: painel solar.
- CPU: 433 MHz IA-32 x86 AMD Geode LX-700 a 0,8 watts, com controlador gráfico integrado
- 256 MB de Dual (DDR266) DRAM de 133 MHz (em 2006 a especificação pedia 128 MB de RAM)[52]
- Flash ROM de 1024 kB (1 MB) com Open Firmware de código aberto
- 1024 MB de memória flash SLC NAND (em 2006 as especificações exigiam 512 MB de memória flash)[30]
- Duração média da bateria três horas

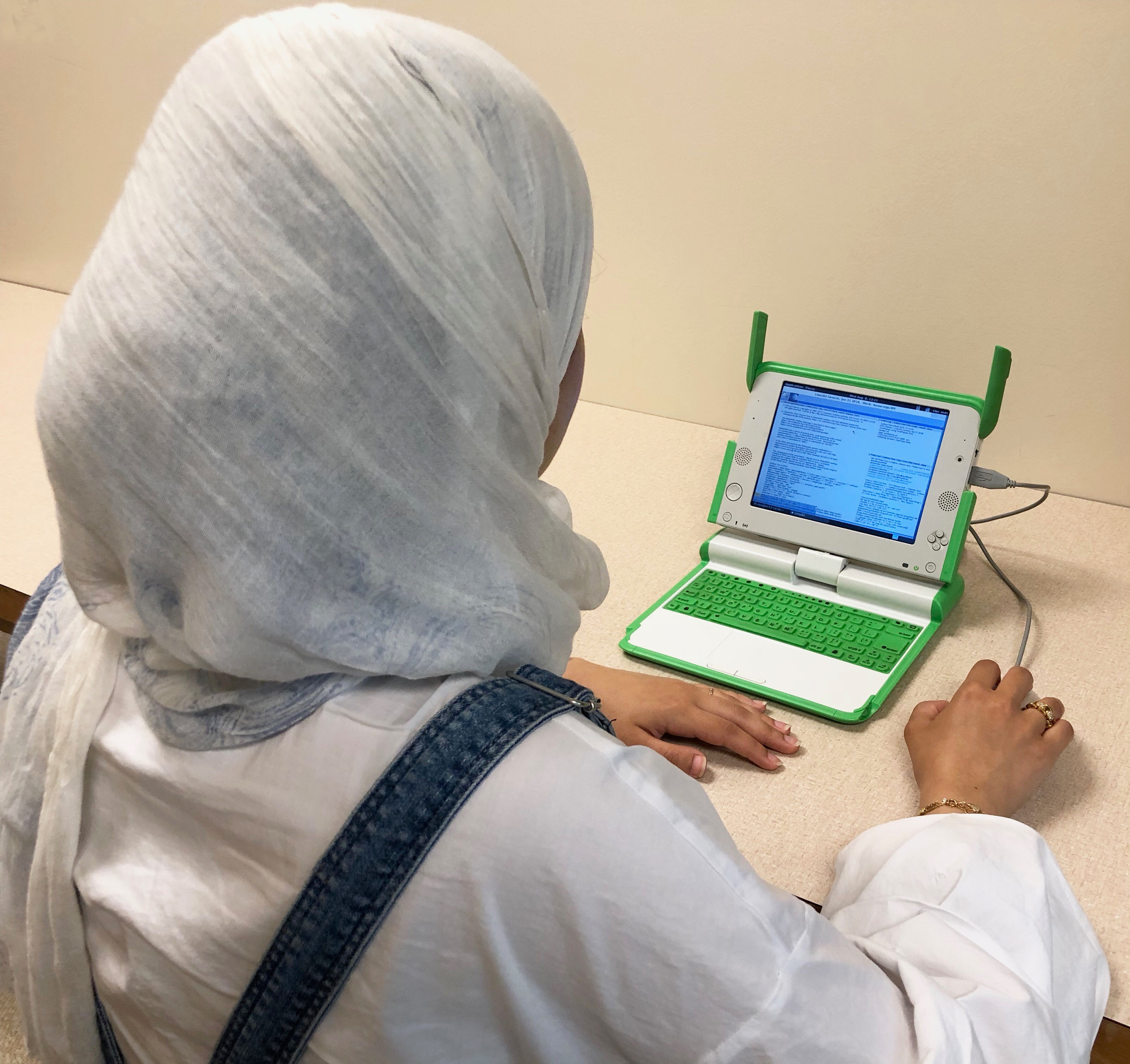
O subsistema Oberon em UnixAos em um XO-1.5.

O XO 1.5 foi lançado no início de 2010.
- Via/x86 CPU 4.5 W
- Menos peças físicas
- Menor consumo de energia
- Opção de energia: painel solar.
- CPU: 400 a 1000 MHz IA-32 x86 VIA C7 a 0,8 watts, com controlador gráfico integrado
- 512 a 1024 MB de Dual (DDR266) 133 MHz DRAM
- Flash ROM de 1024 kB (1 MB) com Open Firmware de código aberto
- 4 GB de memória flash SLC NAND (atualizável, microSD)
- Duração média da bateria 3–5 horas (varia com suspensão ativa)

O XO 1.75 começou a ser desenvolvido em 2010, com produção total começando em fevereiro de 2012.
- CPU ARM de 2 watts
- Menos peças físicas, uso de energia 40% menor.
- Opção de energia: painel solar.[57]
- CPU: 400 a 1000 MHz ARM Marvell Armada 610 a 0,8 watts, com controlador gráfico integrado
- 1024 a 2048 MB de DDR3 (TBD)
- Flash ROM de 1024 (TBD) kB (1 MB) com Open Firmware de código aberto
- 4-8 GB de memória flash SLC NAND (atualizável, microSD)
- Acelerômetro
- Duração média da bateria 5–10 horas

O XO 2, previamente agendado para lançamento em 2010, foi cancelado em favor do XO 3. Com um preço-alvo de $ 75, ele tinha um design elegante, mais leve e dobrável com tela dupla sensível ao toque. O hardware teria sido de código aberto e vendido por vários fabricantes. A escolha do sistema operacional (Windows XP ou Linux) foi feita fora dos Estados Unidos. Seu preço-alvo de US$ 150 nos Estados Unidos inclui dois computadores, um deles doado.
O OLPC XO-3 foi agendado para lançamento no final de 2012. Foi cancelado em favor do XO-4. Ele apresentava um design de tela multitoque de cor sólida e um painel solar na capa ou estojo de transporte.
O XO 4 é uma atualização do XO 1 para 1.75 com uma CPU ARM posterior e uma tela de toque opcional. Este modelo não estará disponível para vendas ao consumidor. Há uma porta mini HDMI para permitir a conexão a um monitor.
O XO Tablet foi projetado por terceiros Vivitar, em vez de OLPC, e baseado na plataforma Android enquanto todos os modelos XO anteriores foram baseados em Sugar rodando em Fedora. Está disponível comercialmente e tem sido usado em projetos OLPC.

## Software

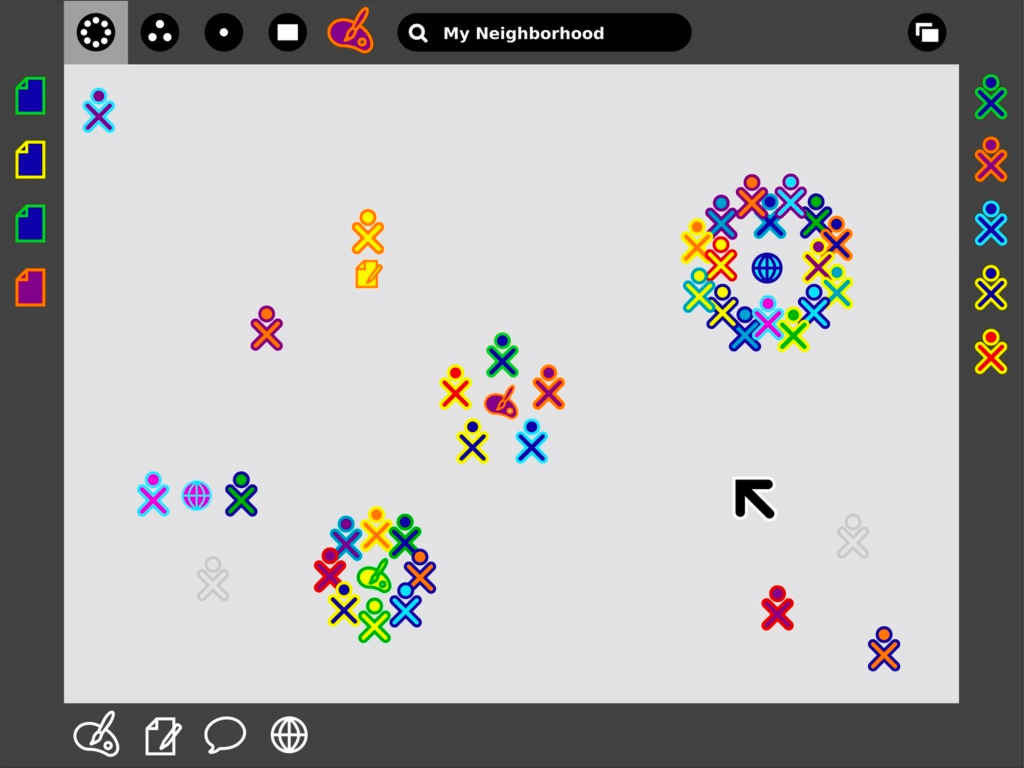
Mock-up da "visão do bairro" mostrando crianças colaborando em várias tarefas, dentro da rede mesh. Ao clicar no ícone, a comunicação por Wi-Fi é ativada

Espera-se que os países removam e adicionem software para melhor adaptar o laptop às leis locais e às necessidades educacionais. Conforme fornecido pela OLPC, todo o software do laptop será gratuito e de código aberto. Todo o software principal deve ser localizado nos idiomas dos países-alvo. O software subjacente inclui:
- Uma versão reduzida do Fedora Linux como sistema operacional, com os alunos recebendo acesso ao root (embora normalmente não operem nesse modo).[66]
- Open Firmware, escrito em uma variante do Forth[67]
- Um navegador web personalizado simples baseado no mecanismo Gecko usado pelo Mozilla Firefox.
- Um processador de texto baseado em AbiWord.
- E-mail através do serviço Gmail baseado na web.[17]
- Chat online e programas de VoIP.
- Python 2.5 é a principal linguagem de programação usada para desenvolver as "Atividades" do Sugar. Várias outras linguagens de programação interpretadas estão incluídas, como JavaScript, Csound, a versão eToys de Squeak e Turtle Art[68]
- Um sequenciador de música com instrumentos digitais: TamTam de Jean Piché
- Software reprodutor de áudio e vídeo: Totem ou Helix.

O laptop usa a interface gráfica do usuário Sugar, escrita em Python, sobre o X Window System e o gerenciador de janelas Matchbox. Essa interface não é baseada na típica metáfora de desktop, mas apresenta uma visão icônica de programas e documentos e uma visão semelhante a um mapa de usuários próximos conectados. O programa ativo atual é exibido no modo de tela inteira. Grande parte da interface principal do Sugar usa ícones, contornando os problemas de localização. Sugar também é definido como não tendo pastas presentes na interface do usuário.
Steve Jobs havia oferecido o Mac OS X gratuitamente para uso no laptop, mas, de acordo com Seymour Papert, professor emérito do MIT e um dos fundadores da iniciativa, os projetistas queriam um sistema operacional que pudesse ser modificado: "Recusamos porque não é de código aberto."[carece de fontes?] Portanto, o Linux foi escolhido. No entanto, após um acordo com a Microsoft, o laptop agora será oferecido com o Windows XP junto com uma alternativa de código aberto.

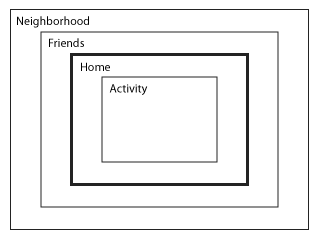
Níveis de software de atividade, casa, amigos e vizinhança

Jim Gettys, responsável pelo software do sistema dos laptops, pediu uma reeducação dos programadores, dizendo que muitos aplicativos usam muita memória ou até vazam memória. "Parece haver uma falácia comum entre os programadores de que o uso da memória é bom: no hardware atual, muitas vezes é muito mais rápido recalcular valores do que ter que referenciar a memória para obter um valor pré-computado. Um erro de cache completo pode levar centenas de ciclos e centenas de vezes o uso de energia de uma instrução que atinge o cache de primeiro nível."
Em 4 de agosto de 2006, a Wikimedia Foundation anunciou que cópias estáticas de artigos selecionados da Wikipedia seriam incluídas nos laptops. Jimmy Wales, presidente da Wikimedia Foundation, disse que "a missão da OLPC anda de mãos dadas com nosso objetivo de distribuir conhecimento enciclopédico, gratuitamente, para todas as pessoas no mundo. Nem todos no mundo têm acesso a uma conexão de banda larga." Negroponte havia sugerido anteriormente que gostaria de ver a Wikipédia no laptop. Wales considera a Wikipedia um dos "aplicativos matadores" para este dispositivo.
Don Hopkins anunciou que está criando uma versão gratuita e de código aberto do jogo SimCity para o OLPC com a bênção de Will Wright e da Electronic Arts, e demonstrou o SimCity rodando no OLPC na Game Developer's Conference em março de 2007. Os planos SimCity de código aberto e gratuito foram confirmados na mesma conferência por SJ Klein, diretor de conteúdo do OLPC, que também pediu aos desenvolvedores de jogos que criassem "estruturas e ambientes de script - ferramentas com as quais as próprias crianças poderiam criar seu próprio conteúdo".
A arquitetura de segurança do laptop, conhecida como Bitfrost, foi apresentada publicamente em fevereiro de 2007. Nenhuma senha será necessária para o uso comum da máquina. Os programas recebem determinados pacotes de direitos no momento da instalação que controlam seu acesso aos recursos; os usuários podem adicionar mais direitos posteriormente. Opcionalmente, os laptops podem ser configurados para solicitar concessões de um servidor central e parar de funcionar quando as concessões expirarem; isso é projetado como um mecanismo de prevenção contra roubo.
As versões de software pré-8.20 foram criticadas por conectividade sem fio ruim e outros problemas menores.

## Produção

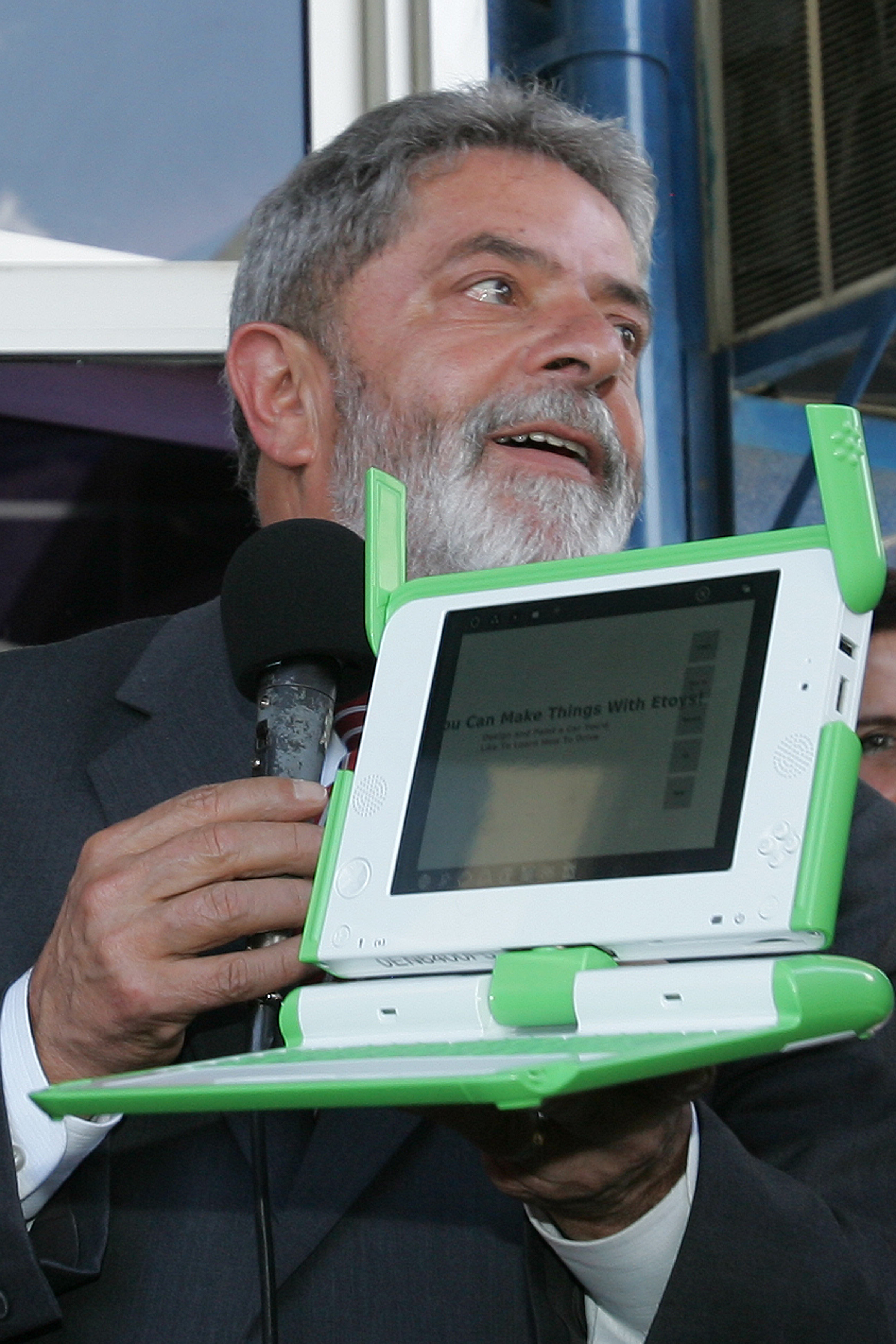
O até então presidente do Brasil Luiz Inácio Lula da Silva com XO.

A produção em massa está prevista para outono 2007. Seguintes países se comprometeram: Argentina (500.000), Brasil (250.000), Líbia (1.200.000), Nigéria (1.000.000), Ruanda, Uruguai (100.000) e Peru (40.000).
O XO-1 é apelidado de ceibalita no Uruguai após o projeto Ceibal.

## Recepção e reviews
O sistema de manivela para alimentar o laptop foi abandonado pelos designers logo após ser anunciado, e a abordagem de compartilhamento de internet "mesh" teve um desempenho ruim e foi abandonada. Bill Gates da Microsoft criticou a qualidade da tela.
Alguns críticos do programa teriam preferido menos dinheiro sendo gasto em tecnologia e mais dinheiro sendo gasto em água potável e "escolas de verdade". Alguns apoiadores se preocuparam com a falta de planos para ensinar os alunos. O programa era baseado no construcionismo, que é a ideia de que, se tivessem as ferramentas, as crianças descobririam como fazer as coisas sozinhas. Outros queriam que as crianças aprendessem o sistema operacional Microsoft Windows, em vez do derivado Linux leve do OLPC, acreditando que as crianças usariam o Microsoft Windows em suas carreiras. O Classmate PC da Intel usava o Microsoft Windows e era vendido por US$ 200 a 400.
O projeto era conhecido como "o laptop de $ 100 ", mas originalmente custava $ 130 para um laptop básico e, em seguida, o preço subiu para $ 180 na próxima revisão. A alternativa de estado sólido para um disco rígido era robusta, o que significava que o laptop poderia cair com menor risco de quebrar - embora mais laptops fossem quebrados do que o esperado - mas era caro, então as máquinas tinham capacidade de armazenamento limitada.